# Henry Kuttner
Henry Kuttner (7 aprile 1915 – 4 febbraio 1958) è stato un autore di fantascienza, fantasy e horror statunitense.
Scrittore estremamente prolifico, nei tardi anni Trenta partecipò al cenacolo letterario di Howard Philips Lovecraft e successivamente divenne un esponente di un certo rilievo dell'Età d'oro della fantascienza; compose numerose opere assieme alla moglie e collega Catherine Lucille Moore, spesso sotto gli pseudonimi condiviso di Lewis Padgett e Lawrence O'Donnell.
Gli è stato riconosciuto il premio postumo Cordwainer Smith Rediscovery Award 2004.

## Biografia
Henry Kuttner nacque a Los Angeles, in California nel 1915. Suo padre era Henry Kuttner (1863–1920), i cui genitori Naphtaly Kuttner (1829–1904) e Amelia Bush erano immigrati dalla Prussia a San Francisco nel 1859; i genitori della madre, Annie Lewis (1879–1954), provenivano invece dalla Gran Bretagna. Kuttner crebbe tra ristrettezze economiche a seguito della morte del padre e già da giovane lavorò a Los Angeles per l'agenzia letteraria di suo zio, Laurence D'Orsay; in tale veste divenne amico e sostenitore della sua coetanea Leigh Brackett e nel 1936 riuscì a vendere il proprio racconto "I ratti del cimitero" ("The Graveyard Rats") alla rivista Weird Tales, la principale testata di narrativa dell'orrore. Il ventunenne Kuttner divenne quindi uno degli amici di penna di Howard P. Lovecraft, autore di punta di Weird Tales, e attraverso la rete epistolare di Lovecraft entrò in contatto con Robert Bloch e Catherine L. Moore, assieme ai quali compose dei racconti in collaborazione già nel 1937; poco dopo egli iniziò anche a scrivere fantascienza per Thrilling Wonder Stories e in tale sede compose numerose opere comiche assieme ad Arthur K. Barnes, a partire dal 1938.
Nel corso dei suoi primi anni di lavoro, Kuttner costruì un intenso rapporto con Catherine Moore, che culminò nel loro matrimonio nel 1940; per tutto il successivo decennio i due coniugi vissero fra l'hinterland di New York e Laguna Beach in California e composero a quattro mani la maggior parte della loro produzione, fra cui si annoverano capolavori come "Il Twonky" ("The Twonky", 1942), adattato nel film omonimo del 1953, o Il mondo oscuro (The Dark World, 1946). All'entrata in guerra degli Stati Uniti Kuttner venne riformato a causa del suo stato di salute instabile e svolse servizio sanitario sostitutivo nel New Jersey, poi nel 1948 la coppia si trasferì definitivamente a Laguna Beach, così che Kuttner potesse godere del suo clima mite. L. Sprague de Camp, che conosceva personalmente Kuttner e Moore, ha dichiarato che spesso uno dei due interrompeva la stesura di un racconto a metà di un paragrafo o addirittura di una frase, lasciando l'ultima pagina del manoscritto nella macchina da scrivere; l'altro coniuge allora proseguiva la scrittura dal punto in cui era stata interrotta e l'alternanza proseguiva finché il testo non era completo; una volta ultimato un racconto, era spesso impossibile sia per Kuttner sia per Moore ricordare chi aveva scritto quali parti del testo. Ciò ha parecchio complicato l'attribuzione delle molte opere firmate dalla coppia con uno pseudonimo e arbitrariamente ristampate a nome del solo Kuttner. 
All'inizio degli anni Cinquanta Kuttner e Moore si iscrissero assieme alla University of Southern California e ridussero significativamente la loro attività letteraria per dedicarsi agli studi; risalgono a questo periodo le prime edizioni antologiche dei loro testi. Catherine conseguì il Bachelor of Arts nel 1956, mentre Henry stava scrivendo la sua tesi di master universitario quando fu stroncato da un infarto a Los Angeles il 4 febbraio 1958, a soli quarantadue anni.

## Attività letteraria

### 1936-1939

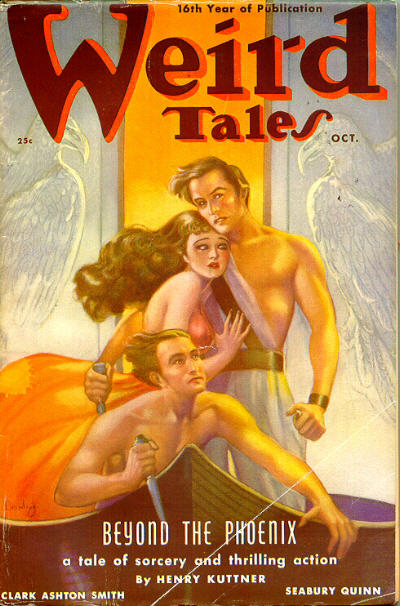
Copertina di Weird Tales dell'ottobre 1938, l'illustrazione si basa sul racconto di Kuttner Al di là della fenice.

Nei suoi primi due anni di attività Kuttner operò a stretto contatto con il cenacolo letterario di Lovecraft e compose diverse decine di racconti macabri, allineati con il gusto caratteristico di Weird Tales e talvolta firmati con l'alias di Keith Hammond; tale estetica è già ben visibile nella sua opera di esordio, "I ratti del cimitero", basata sul concetto poi divenuto classico di roditori giganti e antropofaghi. Quasi subito, però, Kuttner volle misurarsi anche con il genere sword & sorcery formulato pochi anni prima da Robert E. Howard, altro protetto di Lovecraft, e nel 1937 collaborò con Catherine Moore alla composizione del racconto "La cerca della pietra stellare" ("Quest of the Starstone"), un cross-over fra i due iconici personaggi di Moore, Jirel di Joiry e Northwest Smith. Forte di questo primo esercizio, Kuttner compose individualmente e vendette a Weird Tales un romanzo breve e due racconti con protagonista Elak di Atlantide (1938), un avventuriero errante di un'era protostorica indiscutibilmente modellato su Conan il cimmero di Robert Howard, ma caratterizzato da una certa vena sardonica che lo distingue almeno in parte dall'archetipo. Nel frattempo però, erano morti sia Robert Howard sia Howard Lovecraft e il loro amico Clark Ashton Smith aveva abbandonato la scrittura narrativa, pertanto il primato di Weird Tales nel mercato del fantasy si era irrimediabilmente compromesso; Kuttner dunque iniziò a spostare la sua produzione su altre testate, in particolare vendendo a Strange Stories quattro testi di esplicito impianto lovecraftiano e i due racconti sword & sorcery del Principe Raynor (1939).
Sempre nel 1938 Kuttner iniziò a comporre space opera destinata a Thrilling Wonder Stories e a Marvel Science Stories e si distinse in particolare per un approccio comico al genere, elaborato assieme ad Arthur K. Barnes: i due autori composero a quattro mani (firmandosi come Kelvin Kent) la saga di Pete Manx (1939-1944), un truffatore professionista sballottato in ere passate attraverso una macchina del tempo, mentre Kuttner contribuì con alcuni episodi alla saga di Gerry Carlyle, una cacciatrice di alieni creata da Barnes e affiancata, in certi racconti, dal cameraman cinematografico Tony Quade (1938-1947), ideato da Kuttner. Alla fine del decennio questo gusto per l'ibridazione fra generi diversi iniziò a emergere anche nelle opere individuali di Kuttner, ad esempio nel racconto di fantasy urbano "L'aureola fuorviata" ("The Misguided Halo", 1939) o nell'horror fantascientifico "Dottor Ciclope" ("Dr. Cyclops", 1940).

### 1940-1949

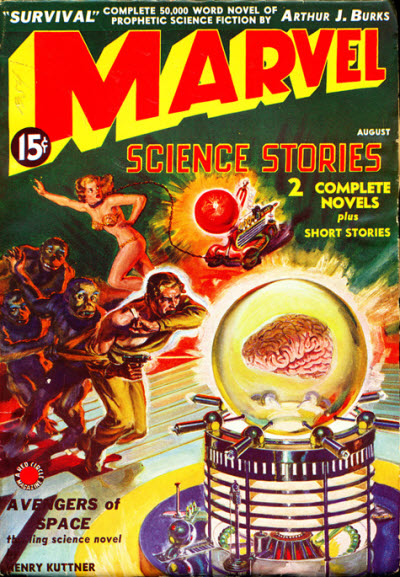
Copertina di Marvel Science Stories Agosto 1938, l'illustrazione si basa sul racconto di Kuttner Avengers of Space.

Il matrimonio fra Kuttner e Moore costituisce uno spartiacque cruciale nelle rispettive produzioni, poiché i due autori iniziarono non solo a scrivere in collaborazione, ma vissero in prima persona la transizione della narrativa fantastica statunitense dall'epoca dei pulp magazine alla cosiddetta età d'oro: fra 1939 e 1941, infatti, sia Kuttner sia Moore abbandonarono definitivamente il mercato dei racconti paranormali, rappresentato da Weird Tales e dalle sue dirette concorrenti, in favore delle riviste focalizzate sulla fantascienza dura e sul genere science fantasy, in primis le due testate gemelle Unknown e Astounding Science-Fiction dirette da John W. Campbell Jr. Kuttner continuò ancora per alcuni anni a collaborare con Arthur Barnes, ma di fatto le sue ultime opere pensate nell'estetica pulp furono l'ultima avventura di Elak edita su Weird Tales (1941) e il ciclo di Thunder Jim Wade (1941, firmato come Charles Stoddard), un proto-supereroe affine al Doc Savage apparso su Thrilling Adventures. 
Molte delle migliori collaborazioni fra Kuttner e Moore furono firmate con lo pseudonimo di Lewis Padgett (combinazione dei cognomi delle rispettive madri) e fra di esse si possono annoverare i racconti auto-conclusivi "C'era uno gnomo" ("A Gnome There Was", 1941), "Il Twonky" ("The Twonky", 1942), "Tutti smolai erano i Borogovi" ("Mimsy Were the Borogoves", 1943), "Il sistema ferroso" ("The Iron Standard", 1943) e "Punto di rottura" ("When the Bough Breaks", 1944), nonché la saga post-apocalittica dei Mutanti (Baldies, quattro testi del 1945 e uno del 1953) e la serie umoristica della famiglia Hogben (quattro testi, 1947-1949); altri racconti furono invece firmati come Lawrence O'Donnell e fra di essi spiccano "L'ora dei fanciulli" ("Children's Hour", 1944) e il celebrato "Tempo di vendemmia" ("Vintage Season", 1946) – una vicenda di viaggi nel tempo che illustra la possibilità ricorsiva di cambiare il futuro attraverso il ritorno nel passato. Firmati come Lewis Padgett ma quasi certamente composti dal solo Kuttner sono poi i cinque racconti dedicati a Galloway Gallegher (quattro testi del 1943 e uno del 1948), un inventore alcolizzato che ha dei picchi di creatività durante le sue sbornie notturne, costruendo congegni misteriosi di cui la mattina seguente non ricorda più la funzione.

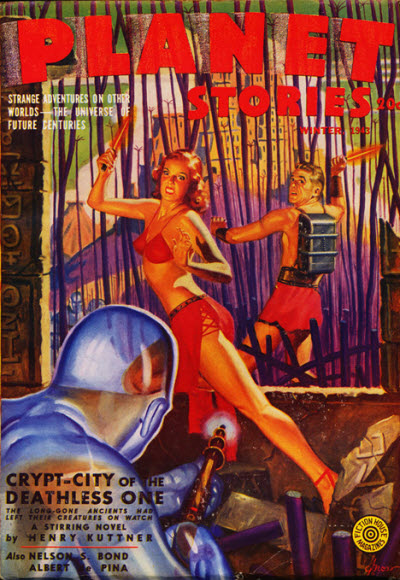
Copertina di Planet Stories Inverno 1943, l'illustrazione si basa sul romanzo breve di Kuttner Crypt-City of the Deathless One.

A fianco di questa vastissima produzione di racconti, Kuttner e Moore pubblicarono anche numerosi romanzi riconducibili a varie forme di fantascienza: su Astounding Science-Fiction, ad esempio, apparvero a nome di Lewis Padgett La scacchiera sterminata (The Fairy Chessmen, 1946) e Il tumore della terra (Tomorrow and tomorrow, 1947), un dittico di romanzi surreali modellati sull'opera di A. E. van Vogt, nonché la dilogia planetary romance delle Fortezze (Keeps, 1943-1947), firmata invece come Lawrence O'Donnell; Kuttner compose quasi certamente da solo diversi romanzi d'avventura, fra cui A Million Years to Conquer (1940) per Startling Stories, Crypt-City of the Deathless One (1943) per Planet Stories, Wet Magic (1943) per Unknown Worlds e La spada del domani (Sword of Tomorrow, 1945) per Thrilling Wonder Stories; la collaborazione L'ultima cittadella della Terra (Earth's Last Citadel, 1943), edita su Argosy, inaugurò una vasta produzione di romanzi science fantasy apparsi essenzialmente su Startling Stories e variamente basati su viaggi nel tempo, mondi paralleli e mondi perduti. Sin dalle prime edizioni su rivista e poi ancora nelle ristampe Ace Books degli anni Sessanta molti di questi testi sono stati attribuiti al solo Kuttner, tuttavia l'apporto di Moore risulta evidente in opere quali di La valle della fiamma (Valley of Flame, 1946, firmato come Keith Hammond), Il mondo oscuro (The Dark World, 1946), La maschera di Circe (The Mask of Circe, 1948) o The Portal in the Picture (1949). I due coniugi, infine, pubblicarono come Lewis Padgett due romanzi del mistero editi direttamente in volume da Duell, Sloan & Pierce: il giallo deduttivo Senza esclusione di colpi (The Brass Ring, 1946) e il thriller Ossessione (The Day He Died, 1947).

### 1950-1958

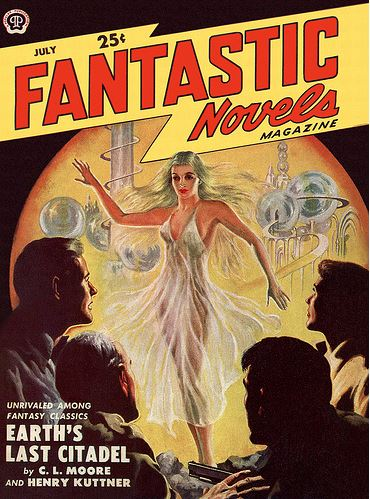
L'ultima cittadella della Terra fu ripubblicato in volume quando Kuttner era ancora in vita: fu infatti ristampato nel numero di Luglio 1950 del periodico Fantastic Novels Magazine.

Poco dopo il loro trasferimento in California, Kuttner e Moore si trovarono davanti a una nuova trasformazione del mercato editoriale: da un lato stava emergendo una nuova generazione di riviste letterarie dal taglio più sperimentale rispetto ad Unknown e Astounding Science Fiction, dall'altro lato case editrici neonate quali Gnome Press, Ace Books e Arkham House stavano dando alle stampe le prime edizioni in volume della grande narrativa fantastica statunitense. I due coniugi, pertanto, rivoluzionarono una seconda volta il proprio metodo lavorativo: la stagione di romanzi brevi composti per Startling Stories terminò con Il pozzo dei mondi (The Well of Worlds, 1952) e i nuovi racconti della coppia vennero pubblicati quasi esclusivamente con i nomi anagrafici (non più sotto pseudonimo) sulle testate più innovative oppure in volumi antologici – nel solo 1953, ad esempio, "Con questi regali" ("By These Presents") del solo Kuttner apparve su Fantastic, le due collaborazioni "Il trionfo del cacciatore" ("Home Is the Hunter") e "La polizia dello Spazio" ("Or Else") uscirono rispettivamente su Galaxy Science Fiction e Amazing Stories, e infine la collaborazione "Una supposizione insensata" ("A Wild Surmise") fu inclusa nella miscellanea Star Science Fiction Stories 1 curata da Frederik Pohl per Ballantine Books; due anni dopo "La furia" ("Two-Handed Engine", 1955) sarebbe stato pubblicato sul prestigioso The Magazine of Fantasy and Science Fiction. In aggiunta a queste produzioni per riviste, Kuttner compose individualmente anche un corpus di romanzi gialli editi direttamente in volume: il noir Allucinazione che uccide (Man Drowning, 1952), forse una collaborazione con Cleve Cartmill, e la tetralogia dedicata allo psichiatra-detective Michael Gray (1956-1958), il cui ultimo volume uscì postumo.
Accanto alla composizione di questi nuovi testi, Kuttner e Moore si adoperarono per ripubblicare in volume le proprie opere dei quindici anni precedenti: dopo una contrattazione infruttuosa con Arkham House i due stamparono con Simon & Schuster A Gnome There Was (1950), una selezione dei loro racconti brevi firmati come Lewis Padgett, parzialmente riproposta da Bantam Books come Line to Tomorrow (1954); Gnome Press accettò invece di pubblicare a nome Padgett Scacchiera sterminata (Tomorrow and Tomorrow and the Fairy Chessmen, 1951), un volume doppio di romanzi brevi, I robot non hanno la coda (Robots Have No Tails, 1952), una raccolta completa del ciclo di Gallegher, e Operazione apocalisse (Mutant, 1953), una versione riorganizzata della saga dei Mutanti.  A quel punto Moore pubblicò sempre con Gnome Press le tre antologie Judgment Night: A Selection of Science Fiction (1952), Shambleau (Shambleau and Others, 1953) e La polvere degli dei (Northwest of Earth, 1954), in cui raccolse quasi tutte le sue opere individuali, mentre Kuttner contrattò con Ballantine Books la stampa delle raccolte Ahead of Time (a nome del solo Kuttner, 1953) e No Boundaries (a firma congiunta, 1955).  
Dopo la morte del marito nel 1958, Moore non progettò mai un'edizione omnia né delle opere individuali di Kuttner né delle loro collaborazioni, bensì si limitò a contribuire ad alcune antologie non sistematiche, come per esempio Return to Otherness (Ballantine Books, 1962) e il più significativo The Best of Henry Kuttner (1975, costituito quasi per metà da collaborazioni); molti testi composti dalla coppia furono quindi ristampati con attribuzione al solo Kuttner, mentre le opere giovanili del defunto furono antologizzate solo molto tempo dopo la sua scomparsa: le saghe di matrice lovecraftiana furono raccolte in volume negli anni Ottanta e Novanta, mentre i cicli fantascientifici vennero antologizzati negli anni Duemila e Duemila e dieci.

## Influenza

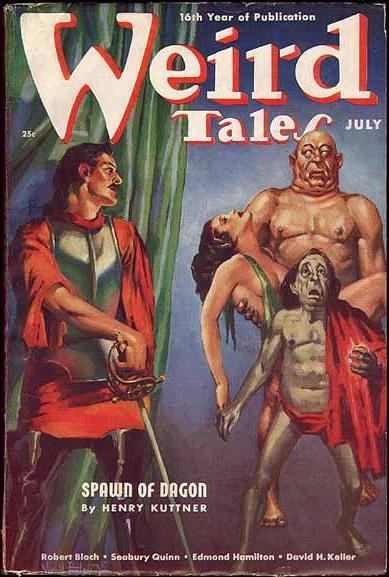
Copertina di Weird Tales del Luglio 1938, l'illustrazione si basa sul racconto di Kuttner Stirpe di Dagon.

Nei suoi primi anni di attività Kuttner contribuì a espandere l'universo dei Miti di Cthulhu, il repertorio di divinità, mostri e pseudobiblia inventato da Howard Lovecraft e posto in condivisione fra i vari autori di Weird Tales: nei suoi undici racconti a tema lovecraftiano Kuttner fece riferimento esplicito al dio Dagon creato da Lovecraft e al grimorio De Vermis Mysteriis ideato da Robert Bloch, creò tre divinità chiamate Iod (in "The Secret of Kralitz"), Vorvadoss (in "The Eater of Souls") e Nyogtha (ne "L'orrore di Salem") e un volume di magia nera intitolato Libro di Iod (Book of Iod), e forse concepì l'antagonista de "L'orrore di Salem", la strega Abigail Prinn, come una discendente del negromante Ludvig Prinn, un personaggio di Bloch; a sua volta Kuttner coinvolse Bloch nella stesura de "Il bacio nero", un seguito diretto de "L'orrore di Salem" che ne ripropone il protagonista, l'investigatore del paranormale Michael Leigh.
Questo spirito collaborativo accompagnò l'autore anche nella seconda fase della sua carriera: Ray Bradbury lo ringraziò nella prefazione a Dark Carnival (1947), la sua prima raccolta di racconti in volume, definendolo uno dei suoi maestri più operosi e pazienti, e similmente Richard Matheson gli dedicò il suo romanzo Io sono leggenda (1954), ringraziandolo per il suo aiuto e incoraggiamento; Bradbury in seguito ha anche dichiarato che Kuttner in realtà scrisse le ultime 300 parole del primo racconto horror di Bradbury stesso, "The Candle" (apparso in Weird Tales di Novembre 1942), e lo ha definito un maestro dimenticato e "uno scrittore simile a un melograno: zeppo di semi - pieno di idee". La scrittrice Mary Elizabeth Counselman, amica personale di Kuttner e Moore, ha però rimarcato che Kuttner godette in vita di una fama limitata, imputabile alle sue stesse idiosincrasie: secondo Counselman Kuttner utilizzava troppi pseudonimi e in tal modo frammentava i suoi lettori in molti segmenti diversi, ognuno di essi focalizzato solo su una parte della sua vasta produzione.
Per molti versi, il successo di Kuttner è stato in buona parte postumo e frutto del riconoscimento tributatogli da autori più giovani che egli ha ispirato: Marion Zimmer Bradley gli ha dedicato L'esiliato di Darkover; Roger Zelazny ha indicato il romanzo di Kuttner Il mondo oscuro come modello della sua serie Le cronache di Ambra; William S. Burroughs ha citato esplicitamente Kuttner nel romanzo Il biglietto che è esploso, il cui "Happy Cloak" è un mostro parassita del piacere proveniente dai mari di Venere.

## Opere
Si indica per ciascun testo la prima edizione originale e l'eventuale prima traduzione in italiano.

### Ciclo di Cthulhu
Kuttner ha ambientato undici racconti nell'universo narrativo del Ciclo di Cthulhu creato da H.P. Lovecraft; di essi "The Eater of Souls" e "La burla di Droom-Avista" si svolgono nella città fatata di Bel Yarnak, "L'orrore di Salem" e "Il bacio nero" hanno come protagonista l'investigatore del paranormale Michael Leigh, e "La stirpe di Dagon" appartiene in primis alla saga heroic fanasy di Elak di Atlantide. Il corpus è stato riunito per la prima volta nel volume postumo The Book of Iod, a cura di Robert M. Price, Cthulhu Cycle 7, Chaosium, 1995. 
- "The Secret of Kralitz", Weird Tales Ottobre 1936.
- "The Eater of Souls", Weird Tales Gennaio 1937.
- "L'orrore di Salem" ("The Salem Horror"), Weird Tales Maggio 1937. Trad. Alfredo Pollini e Sebastiano Fusco nell'antologia I Miti di Cthulhu, a cura di August Derleth, Orizzonti. Capolavori di Fantasia e Fantascienza VII, Fanucci Editore, 1975.
- "Il bacio nero" ("The Black Kiss"), Weird Tales Giugno 1937, collaborazione con Robert Bloch. Trad. Alda Carrer nell'antologia Il meglio di Weird Tales, a cura di Mike Ashley, I Grandi della Fantascienza suppl. SDU 10, Editrice Il Picchio, 1978.
- "La burla di Droom-Avista" ("The Jest of Droom-Avista"), Weird Tales Agosto 1937. Trad. Daniela Galdo, Maria Teresa Tenore e Gianni Pilo nell'antologia Apprendista stregone, a cura di Gianni Pilo, Il Meglio di Weird Tales 3, Fanucci Editore, 1987.
- "La stirpe di Dagon" ("Spawn of Dagon"), Weird Tales Luglio 1938. Trad. Roberta Rambelli nell'antologia Weird Tales. La mitica rivista di fantasy e fantascienza (parte prima 1923-1939), a cura di Peter Haining, Enciclopedia della Fantascienza 9, Fanucci Editore, 1982[9].
- "Gli invasori" ("The Invaders"), Strange Stories Febbraio 1939 con lo pseudonimo di Keith Hammond. Trad. Silvia Castoldi nell'antologia I miti di Lovecraft, a cura di Robert M. Price, Urania Epix 12, Arnoldo Mondadori Editore, marzo 2010.
- "The Frog", Strange Stories febbraio 1939.
- "L'idra" ("Hydra"), Weird Tales Aprile 1939. Trad. Daniela Galdo ed Emma Marciano nell'antologia La Furia di Cthulhu, a cura di Luigi Cozzi, I Miti di Cthulhu 13, Fanucci Editore, 1987.
- "Le campane dell'orrore" ("Bells of Horror"), Strange Stories Aprile 1939 con lo pseudonimo di Keith Hammond. Trad. Silvia Castoldi ne I miti di Lovecraft, a cura di Robert M. Price, Urania Epix 12, Arnoldo Mondadori Editore, marzo 2010.
- "The Hunt", Strange Stories Giugno 1939.

### Pete Manx
Composto con Arthur K. Barnes sotto lo pseudonimo di Kelvin Kent. Cinque dei dodici racconti furono antologizzati per la prima volta nel volume postumo Pete Manx, Time Troubler, PageTurner, 2005, con attribuzione al solo Barnes; la prima edizione integrale è nell'omnibus Hollywood on the Moon / Man About Time: The Pete Manx Adventures, Haffner Press, 2015, comprendente anche il ciclo di Tony Quade.  
1. "Vacanze romane" ("Roman Holiday"), Thrilling Wonder Stories agosto 1939. Trad. Lella Moruzzi in [Terrore nello spazio], Nova SF* a. XVIII (XXXVI) n. 57 (99), Perseo Libri, Novembre 2002.
2. "World's Pharaoh", Thrilling Wonder Stories dicembre 1939.
3. "Science Is Golden", Thrilling Wonder Stories aprile 1940.
4. "Knight Must Fall", Thrilling Wonder Stories giugno 1940.
5. "The Comedy of Eras", Thrilling Wonder Stories settembre 1940.
6. "Man About Time", Thrilling Wonder Stories ottobre 1940.
7. "The Greeks Had a War for It", Thrilling Wonder Stories gennaio 1941.
8. "Hercules Muscles In", Thrilling Wonder Stories febbraio 1941.
9. "Dames Is Poison", Thrilling Wonder Stories giugno 1942.
10. "De Wolfe of Wall Street", Thrilling Wonder Stories febbraio 1943.
11. "Grief of Bagdad", Thrilling Wonder Stories giugno 1943.
12. "Swing Your Lady", Thrilling Wonder Stories inverno 1944.

### Tony Quade
Si svolge in un'ambientazione condivisa con il ciclo di Gerry Carlyle (1937-1946) composto da Arthur K. Barnes e raccolto da questi nel romanzo fix-up Interplanetary Hunter, Gnome Press, 1956; riunito nel volume postumo Hollywood on the Moon / Man About Time: The Pete Manx Adventures, Haffner Press, 2015, un omnibus comprendente anche il ciclo di Pete Manx. Parzialmente edito in Italiano nell'antologia L'arca dell'infinito, trad. vari, I Classici della Fantascienza 60, Libra Editrice, 1981 – una raccolta per il mercato italiano che combina tutti i racconti di Barnes già confluiti in Interplanetary Hunter con quattro dei sei testi di Kuttner.
1. "Hollywood sulla Luna" ("Hollywood on the Moon"), Thrilling Wonder Stories Aprile 1938.
2. "Doom World", Thrilling Wonder Stories Agosto 1938.
3. "The Star Parade", Thrilling Wonder Stories Dicembre 1938.
4. "I divoratori di energia" ("The Energy Eaters"), Thrilling Wonder Stories Ottobre 1939. Cross-over con Gerry Carlyle scritto con Arthur K. Barnes.
5. "I sette dormienti" ("The Seven Sleepers"), Thrilling Wonder Stories Maggio 1940. Cross-over con Gerry Carlyle scritto con Arthur K. Barnes.
6. "Guai su Saturno" ("Trouble on Titan"), Thrilling Wonder Stories Febbraio 1947.

### Elak di Atlantide
Riunito nel volume postumo Elak of Atlantis, Gryphon Books, 1985. Prima traduzione italiana di Roberta Rambelli entro la miscellanea Weird Tales. La mitica rivista di fantasy e fantascienza (parte prima 1923-1939), a cura di Peter Haining, Enciclopedia della Fantascienza 9, Fanucci Editore, 1982, e successivamente come raccolta tematica intitolata Elak di Atlantide, I Libri di Fantasy. Il Fantastico nella Fantascienza 32, Fanucci Editore, 1989.
1. Tuono all'alba (Thunder in the Dawn), serializzato in due puntate in Weird Tales di Maggio e Giugno 1938.
2. "La stirpe di Dagon" (Spawn of Dagon), in Weird Tales di Luglio 1938[9].
3. "Al di là della fenice" ("Beyond the Phoenix"), in Weird Tales di Ottobre 1938.
4. "La luna del Drago" ("Dragon Moon"), in Weird Tales di Gennaio 1941.

### Principe Raynor
Riunito nel volume postumo Prince Raynor, Gryphon Books, 1987. È edito in Italiano solo il primo racconto.
1. "Sia maledetta la città" ("Cursed Be the City"), in Strange Stories di aprile 1939. Traduzione di Roberta Rambelli nell'antologia Fantasy, a cura di Sandro Pergamo, Grandi Opere Nord 11, Editrice Nord, 1985.
2. "The Citadel of Darkness", in Strange Stories di agosto 1939.

### Thunder Jim Wade
Originariamente pubblicato sotto lo pseudonimo di Charles Stoddard, riunito nel volume postumo Thunder Jim Wade: The Complete Series, Altus Press, 2008.
1. "Thunder Jim Wade", in Thrilling Adventures di Maggio 1941.
2. "The Hills of Gold", in Thrilling Adventures di Giugno 1941.
3. "The Poison People", in Thrilling Adventures di Luglio 1941.
4. "The Devil's Glacier", in Thrilling Adventures di Agosto 1941.
5. "Waters of Death", in Thrilling Adventures di Settembre 1941.

### Galloway Gallegher
Originariamente pubblicato sotto lo pseudonimo di Lewis Padgett, stando alla testimonianza di Moore fu composto dal solo Kuttner. Riorganizzato dall'autore secondo la cronologia interna e riunito nel romanzo fix-up I robot non hanno la coda (Robots Have No Tails), Gnome Press, 1952; traduzione di Lella Pollini, Galassia 16, Casa Editrice La Tribuna, 15 Aprile/15 Maggio 1962.
1. "Il robot vanitoso" ("The Proud Robot"), Astounding Science-Fiction ottobre 1943.
2. "Supergallegher" ("Gallegher Plus"), Astounding Science Fiction novembre 1943.
3. "I conquistatori del mondo" ("The World Is Mine"), Astounding Science-Fiction giugno 1943.
4. "Ex Machina" ("Ex machina"), Astounding Science Fiction aprile 1948.
5. "L'armadio temporale" ("The Time Locker"), Astounding Science-Fiction gennaio 1943.

### Le Fortezze(Keeps)
Ciclo composto con C. L. Moore sotto lo pseudonimo di Lawrence O'Donnell ma in seguito accreditato al solo Kuttner. I due romanzi sono autoconclusivi ma si svolgono nella medesima ambientazione.
1. Scontro nella notte (Clash by Night), Astounding Science-Fiction Marzo 1943; prima edizione in volume nell'antologia The Astounding Science Fiction Anthology, a cura di John W. Campbell, Simon & Schuster, 1952.
2. Furia (Fury), serializzato in tre puntate in Astounding Science Fiction Maggio, Giugno e Luglio 1947; prima edizione in volume Science Fiction Classics, Grosset & Dunlap, 1950.

Il secondo romanzo fu pubblicato in Italiano per la prima volta come Gli immortali, traduzione di Stanis Marvel, I Romanzi del Cosmo 10, Ponzoni Editore, Marzo 1958; in seguito la dilogia è stata tradotta integralmente e pubblicata nel volume omnibus Furia, traduzione di Riccardo Valla, Cosmo Serie Oro. Classici della narrativa di fantascienza 6, Editrice Nord, 1972.

### I Mutanti(Baldies)
Composto con C. L. Moore sotto lo pseudonimo di Lewis Padgett ma in seguito accreditato al solo Kuttner. Riunito dai due autori nel romanzo fix-up Mutant, Gnome Press, 1953; a partire dalla ristampa Weidenfeld & Nicolson del 1954, i cinque racconti sono unificati da una cornice narrativa composta appositamente.
La stesura definitiva del fix-up è edita in italiano come Operazione Apocalisse, traduzione di Stanis La Bruna, Il Girasole-Biblioteca Economica Mondadori 31, Arnoldo Mondadori Editore, 1955.
1. "Il figlio del pifferaio" ("The Piper's Son"), Astounding Science Fiction febbraio 1945.
2. "Tre topolini ciechi" ("Three Blind Mice"), Astounding Science Fiction giugno 1945.
3. "Il leone e l'unicorno" ("The Lion And The Unicorn"), Astounding Science Fiction luglio 1945.
4. "I Mendicanti Ricchi" ("Beggars in Velvet"), Astounding Science Fiction dicembre 1945.
5. "Humpty Dumpty" "(Humpty Dumpty"), Astounding Science Fiction settembre 1953.

### Hogben
Kuttner coniò il cognome "Hogben" in un racconto realistico autoconclusivo: 
- "The Old Army Game", Thrilling Adventures Novembre 1941.

In seguito lui e Moore lo riutilizzarono per i protagonisti di un ciclo fantascientifico di cui scrissero congiuntamente il primo, terzo e quarto episodio sotto lo pseudonimo di Lewis Padgett, mentre il secondo racconto fu composto dal solo Kuttner. A differenza di quanto fatto con la saga dei Mutanti, i due autori non organizzarono mai il ciclo degli Hogben in un romanzo fix-up, bensì lo suddivisero deliberatamente in varie raccolte di racconti miscellanei; è stato riunito per la prima volta (con attribuzione al solo Kuttner) nel volume postumo The Hogben Chronicles (Borderland Press, 2013), che include anche il racconto "prototipo" "The Old Army Game".
1. "Esce il Professore" ("Exit the Professor"), Thrilling Wonder Stories Ottobre 1947. Traduzione di Giampaolo Cossato e Sandro Sandrelli in Le grandi storie della fantascienza 9 (1947), a cura di Isaac Asimov e Martin H. Greenberg, SIAD Edizioni, 1984.
2. "L'occhio" ("Pile of Trouble"), Thrilling Wonder Stories Aprile 1948. Ne Il twonky, il tempo e la follia, curatela e traduzione di Sandro Sandrelli, Science Fiction Book Club 41, Casa Editrice La Tribuna, 1971.
3. "See You Later", Thrilling Wonder Stories Giugno 1949.
4. "Guerra Fredda" ("Cold War"), Thrilling Wonder Stories Ottobre 1949. Traduzione di Giampaolo Cossato e Sandro Sandrelli in Le grandi storie della fantascienza 11 (1949), a cura di Isaac Asimov e Martin H. Greenberg, SIAD Edizioni, 1985.

### Michael Gray
Tetralogia di romanzi riunita nell'omnibus postumo The Novels of Michael Gray, Diversion Books, 2014.
1. The Murder of Eleanor Pope, Permabooks, 1956.
2. Perché ti ho uccisa (The Murder of Ann Avery), Permabooks, 1956. Traduzione di Laura Grimaldi, Gialli Della Maschera 4, Ponzoni Editore, 4 Luglio 1958.
3. Ecco la sua bara, signora (Murder of a Mistress), Permabooks, 1957. Traduzione ignota, Il Giallo Mondadori 670, Arnoldo Mondadori Editore, 3 Dicembre 1961.
4. Nessuno mi crede (Murder of a Wife), Permabooks, 1958. Traduzione ignota, Il Giallo Mondadori 626, Arnoldo Mondadori Editore, 29 Gennaio 1961.

### Romanzi e novelle autoconclusivi

#### Composti dal solo Henry Kuttner
- La trappola del tempo (The Time Trap), Marvel Science Stories novembre 1938. Trad. Roberta Rambelli nell'antologia Terre pericolose. La fantascienza catastrofica 1919/1979, a cura di Brian W. Aldiss, Enciclopedia della Fantascienza 5, Fanucci Editore, 1980.
- When New York Vanished, Startling Stories marzo 1940.
- A Million Years to Conquer (anche intitolato The Creature from Beyond Infinity), Startling Stories novembre 1940.
- The Land of Time to Come, Thrilling Wonder Stories aprile 1941.
- The Infinite Moment, Thrilling Wonder Stories aprile 1942.
- The Crystal Circe, Astonishing Stories giugno 1942.
- Secret of the Earth Star, Amazing Stories agosto 1942.
- Wet Magic, Unknown Worlds febbraio 1943.
- Crypt-City of the Deathless One, Planet Stories inverno 1943.
- A God Named Kroo, Thrilling Wonder Stories inverno 1944.
- La spada del domani (Sword of Tomorrow), Thrilling Wonder Stories autunno 1945. Trad. Lella Moruzzi in [La spada del domani], Nova SF* a. XVI (XXXIV) n. 41 (83), Perseo libri, febbraio 2000.
- I Am Eden, Thrilling Wonder Stories dicembre 1946.
- La via degli dei (Way of the Gods), Thrilling Wonder Stories aprile 1947. Trad. Roberta Rambelli nell'antologia I mutanti, a cura di Sandro Pergameno, Grandi Opere Nord 9, Editrice Nord, 1983.
- Lord of the Storm, Startling Stories settembre 1947, prima edizione firmata come Keith Hammond.
- The Power and the Glory, Thrilling Wonder Stories dicembre 1947.
- As You Were, Thrilling Wonder Stories agosto 1950.
- Allucinazione che uccide (Man Drowning), Harper & Brothers, 1952. Traduzione di Lydia Lax, Gialli Della Maschera 25, Ponzoni Editore, 1 Settembre 1959.

#### Collaborazioni con C. L. Moore
Con l'eccezione de L'ultima cittadella della Terra, firmato come collaborazione, gli altri undici romanzi furono pubblicati o sotto pseudonimo o a nome del solo Henry Kuttner, tuttavia la critica è concorde nel rintracciare in tutti anche l'apporto di Catherine Moore.
- L'ultima cittadella della Terra (Earth's Last Citadel), serializzato in quattro puntate in Argosy di Aprile, Maggio, Giugno e Luglio 1943; prima edizione in volume nel periodico Fantastic Novels Magazine di Luglio 1950 e poi in formato libro per Ace Books, 1964. Traduzione di Stefano Massaron in Millemondinverno 1991: 1 romanzo breve e 15 racconti, Urania Millemondi 1ª serie n. 40, Arnoldo Mondadori Editore, Inverno 1991.
- Senza esclusione di colpi (The Brass Ring o Murder in Brass), Duell, Sloan and Pearce, 1946, a nome Lewis Padgett. Traduzione ignota, Il Giallo Mondadori 635, Arnoldo Mondadori Editore, 2 Aprile 1961.
- La scacchiera sterminata (The Fairy Chessmen o Chessboard Planet o The Far Reality), serializzato in due puntate in Astounding Science Fiction di Gennaio e Febbraio 1946, a nome Lewis Padgett; prima edizione in volume nel tomo doppio Tomorrow and Tomorrow and the Fairy Chessmen, Gnome Press, 1951. Traduzione di Stanis Marvel nel volume doppio Scacchiera sterminata, I Romanzi del Cosmo 8, Ponzoni Editore, Gennaio 1958.
- La valle della fiamma (Valley of Flame), in Startling Stories di Marzo 1946 a nome Keith Hammond; prima edizione in volume Ace Books, 1964. Traduzione di Lella Moruzzi, Biblioteca di Nova SF* 19, Perseo Libri, 2004.
- Il mondo oscuro (The Dark World), in Startling Stories Estate 1946; prima edizione in volume nel periodico Fantastic Story Magazine inverno 1954, poi in formato libro per Ace Books, 1965. Traduzione di Lella Moruzzi in [Spade e robot], Nova SF* a. XIV (XXXII) n. 34 (76), Perseo Libri, Dicembre 1998.
- Ossessione (The Day He Died), Duell, Sloan and Pearce, 1947. Traduzione ignota, Il Giallo Mondadori 138, Arnoldo Mondadori Editore, 22 Settembre 1951.
- Il tumore della Terra (Tomorrow and Tomorrow), serializzato in due puntate in Astounding Science Fiction di Gennaio e Febbraio 1947, a nome Lewis Padgett; prima edizione in volume nel tomo doppio Tomorrow and Tomorrow and the Fairy Chessmen, Gnome Press, 1951. Traduzione di Stanis Marvel nel volume doppio Scacchiera sterminata, I Romanzi del Cosmo 8, Ponzoni Editore, Gennaio 1958.
- Lands of the Earthquake o City of Sorcerers, in Startling Stories di Maggio 1947; prima edizione in volume nel tomo doppio Lands of the Earthquake / Under a Dim Blue Sun, DMR Books, 2017.
- La maschera di Circe (The Mask of Circe), Startling Stories maggio 1948; prima edizione in volume Ace Books, 1971. Traduzione di Guido Zurlino in All'ombra degli dei, Biblioteca di Fantasy & Horror 1, Arnoldo Mondadori Editore, Febbraio 1979.
- The Time Axis, Startling Stories gennaio 1949; prima edizione in volume Ace Books, 1965.
- The Portal in the Picture o Beyond Earth's Gates, Startling Stories settembre 1949; prima edizione in volume nel tomo doppio Beyond Earth's Gates / Daybreak—2250 A.D., Ace Double D-69, Ace Books, 1954.
- Il pozzo dei mondi (The Well of Worlds), Startling Stories marzo 1952; prima edizione in volume Galaxy Science Fiction Novel 17, Galaxy Publishing Corp., 1953. Traduzione di Sergio Perrone, Urania 1161, Arnoldo Mondadori Editore, Settembre 1991.

### Racconti autoconclusivi
Data la vastità del corpus, si elencano solo i testi tradotti in Italiano o presenti nelle principali antologie in lingua originale.

#### Composti dal solo Henry Kuttner
- "I ratti del cimitero" ("The Graveyard Rats"), Weird Tales marzo 1936. Trad. vari nell'antologia Horror. 24 storie di incubi e paure, Omnibus, Arnoldo Mondadori Editore, 1977.
- "Io, il Vampiro" ("I, the Vampire"), Weird Tales febbraio 1937. Trad. Gianni Pilo nell'antologia La maledizione del Vampiro, I Big Newton 41, Newton & Compton Editori, 2000.
- "Al di là dello Spazio" ("Beyond Annihilation"), Thrilling Wonder Stories aprile 1939. Trad. Michele Scotti in Oltre il Cielo. Missili & Razzi 20, Proprietà E. Silvestri, 1/15 Luglio 1958.
- "L'aureola fuorviata" ("The Misguided Halo"), Unknown agosto 1939. Trad. Gaetano La Pira nell'antologia Le grandi storie della fantascienza 1 (1939), a cura di Isaac Asimov e Martin H. Greenberg, SIAD Edizioni, 1980.
- "La bella e la bestia" ("Beauty and the Beast"), Thrilling Wonder Stories aprile 1940. Trad. Paolo Busnelli nell'antologia La scimmia e l'incubo, I Libri della Paura 15 (7), SIAD Edizioni, 1980.
- "The Old Army Game", Thrilling Adventures novembre 1941. "Prototipo" della saga degli Hogben.[11]
- "Il Dottor Cyclops" ("Dr. Cyclops"), Thrilling Wonder Stories giugno 1940. Trad. Giuseppe Lippi nell'antologia Racconti fantastici del '900. Volume primo, Oscar 1984, Arnoldo Mondadori Editore, 1987.
- "Fantasma" ("Ghost"), Astounding Science-Fiction maggio 1943. Nella raccolta personale Il twonky, il tempo e la follia, traduzione e curatela di Sandro Sandrelli, Science Fiction Book Club 41, Casa Editrice La Tribuna, 1971[12].
- "Il problema degli alloggi" ("Housing Problem"), Charm ottobre 1944, sin dalla prima edizione firmato dal solo Henry Kuttner ma accreditato come collaborazione in alcune ristampe.[13] Trad. Pier Francesco Paolini nell'antologia La galleria degli spettri. Le migliori storie di fantasmi scelte da Hitchcock per i ragazzi, a cura di Alfred Hitchcock, Rizzoli Junior, Rizzoli, 1962.
- "Absalom" ("Absalom"), Startling Stories autunno 1946, sin dalla prima edizione firmato dal solo Henry Kuttner ma accreditato come collaborazione in alcune ristampe.[14] Trad. Giampaolo Cossato e Sandro Sandrelli nell'antologia Le grandi storie della fantascienza 8 – 1946, a cura di Isaac Asimov e Martin H. Greenberg, SIAD Edizioni, 1983.
- "The Big Night", Thrilling Wonder Stories giugno 1947.
- "Un uomo bene informato" o "Adesso non guardare" ("Don't Look Now"), Startling Stories marzo 1948. Trad. Eugenio Gaglia in appendice al romanzo La città sostituita di Philip K. Dick, Urania 280, Arnoldo Mondadori Editore, 22 Aprile 1960.
- "The Voice of the Lobster", Thrilling Wonder Stories febbraio 1950.
- "Giorno dell'anno" ("Year Day"), nella raccolta personale Ahead of Time, Ballantine Books, 1953. Nella raccolta personale Il twonky, il tempo e la follia, traduzione e curatela di Sandro Sandrelli, Science Fiction Book Club 41, Casa Editrice La Tribuna, 1971[12].
- "Con questi regali" ("By These Presents"), Fantastic gennaio & febbraio 1953. Trad. Giampaolo Cossato e Sandro Sandrelli nell'antologia Oltre le tenebre, Galassia 221, Casa Editrice La Tribuna, 1 Novembre 1976.
- "Attraverso i secoli" ("A Cross of Centuries"), postumo nell'antologia Star Science Fiction Stories 4, a cura di Frederik Pohl, Ballantine Books, 1958. Trad. Gian Luigi Gonano nell'antologia 12 mondi, Edizioni dello Scorpione, 1966.

#### Collaborazioni con C. L. Moore
- La cerca della pietra stellare (Quest of the Starstone), Weird Tales novembre 1937, quinto episodio del ciclo di Jirel di Joiry e cross-over con quello di Northwest Smith; il resto delle due saghe è stato composto dalla sola Moore. Tradotto in Jirel di Joiry, Fantacollana 42, Editrice Nord, 1982.
- The Devil We Know, Unknown Fantasy Fiction agosto 1941, prima edizione firmata dal solo Henry Kuttner, in seguito accreditato come collaborazione.
- C'era uno gnomo (A Gnome There Was), Unknown Worlds ottobre 1941, prima edizione firmata come Lewis Padgett, in seguito accreditato al solo Henry Kuttner. Tradotto in Le grandi storie della fantascienza 3 – 1941 (Isaac Asimov Presents The Great Science Fiction Stories 3  – 1941, 1980), a cura di Isaac Asimov e Martin H. Greenberg, SIAD Edizioni, 1981.
- Deadlock, Astounding Science-Fiction settembre 1942, prima edizione firmata come Lewis Padgett, in seguito accreditato al solo Henry Kuttner.
- Il Twonky (The Twonky), Astounding Science-Fiction settembre 1942, prima edizione firmata come Lewis Padgett, in seguito accreditato al solo Henry Kuttner. Tradotto in Il twonky, il tempo e la follia, a cura di Sandro Sandrelli, SFBC 41, Casa Editrice La Tribuna, 1971[12].
- Compliments of the Author, Unknown Worlds ottobre 1942, prima edizione firmata dal solo Henry Kuttner, in seguito accreditato a Lewis Padgett o come collaborazione.
- Nothing But Gingerbread Left, Astounding Science-Fiction gennaio 1943, firmato dal solo Henry Kuttner ma considerato dalla critica una collaborazione con C. L. Moore;
- Tutti smolai erano i Borogovi (Mimsy Were the Borogoves), Astounding Science-Fiction febbraio 1943, prima edizione firmata come Lewis Padgett, in seguito accreditato al solo Henry Kuttner. Tradotto in Pianeta 14, Compagnia Editoriale, 1967.
- Shock (Shock), Astounding Science-Fiction marzo 1943, prima edizione firmata come Lewis Padgett, in seguito accreditato al solo Henry Kuttner. Tradotto in Il twonky, il tempo e la follia, a cura di Sandro Sandrelli, SFBC 41, Casa Editrice La Tribuna, 1971[12].
- Endowment Policy, Astounding Science-Fiction agosto 1943, prima edizione firmata come Lewis Padgett, in seguito accreditato al solo Henry Kuttner;
- Il sistema ferroso (The Iron Standard), Astounding Science Fiction dicembre 1943, prima edizione firmata come Lewis Padgett, in seguito accreditato al solo Henry Kuttner. Tradotto in Le grandi storie della fantascienza 5 – 1943 (Isaac Asimov Presents The Great Science Fiction Stories 5 – 1943, 1981), a cura di Isaac Asimov e Martin H. Greenberg, SIAD Edizioni, 1982.
- L'ora dei fanciulli (Children's Hour), Astounding Science Fiction marzo 1944, prima edizione firmata come Lawrence O'Donnell in seguito accreditato al solo Henry Kuttner. Tradotto in Imponderabile più X, Cosmo 119, Ponzoni Editore, 1963.
- Quando il ramoscello si spezza (When the Bough Breaks), Astounding Science Fiction novembre 1944, prima edizione firmata come Lewis Padgett, in seguito accreditato come collaborazione. Tradotto in Il twonky, il tempo e la follia, a cura di Sandro Sandrelli, SFBC 41, Casa Editrice La Tribuna, 1971[12].
- Mimetizzazione (Camouflage), Astounding Science Fiction settembre 1945, prima edizione firmata come Lewis Padgett, in seguito accreditato al solo Henry Kuttner. Tradotto in Com'era lassù e altri racconti, Urania 348, Arnoldo Mondadori Editore, 1964.
- Ciò che ti serve (What You Need), Astounding Science Fiction ottobre 1945, prima edizione firmata come Lewis Padgett, in seguito accreditato al solo Henry Kuttner. Tradotto in Le grandi storie della fantascienza 7 – 1945 (Isaac Asimov Presents The Great Science Fiction Stories 7 – 1945, 1982), a cura di Isaac Asimov e Martin H. Greenberg, SIAD Edizioni, 1983.
- Line to Tomorrow, Astounding Science Fiction novembre 1945, prima edizione firmata come Lewis Padgett, in seguito accreditato al solo Henry Kuttner o come collaborazione.
- This Is the House, Astounding Science Fiction febbraio 1946, prima edizione firmata come Lawrence O'Donnel, in seguito accreditato al solo Henry Kuttner.
- Dark Angel, Startling Stories marzo 1946, firmato dal solo Henry Kuttner ma considerato dalla critica una collaborazione con C. L. Moore.
- The Cure, Astounding Science Fiction maggio 1946, prima edizione firmata come Lewis Padgett, in seguito accreditato come collaborazione.
- Rain Check, Astounding Science Fiction luglio 1946, prima edizione firmata come Lewis Padgett, in seguito accreditato al solo Henry Kuttner.
- Tempo di vendemmia (Vintage Season), Astounding Science Fiction settembre 1946, prima edizione firmata come Lawrence O'Donnell, in seguito accreditato o a entrambi o alla sola Moore in base all'edizione. Tradotto in Racconti per le ore piccole (Stories for Late at Night, 1962), a cura di Alfred Hitchcock, Il Brivido e l'Avventura 6, Giangiacomo Feltrinelli Editore, 1962.
- Jesting Pilot, Astounding Science Fiction maggio 1947, prima edizione firmata come Lewis Padgett, in seguito accreditato come collaborazione.
- L'Occhio privato (Private Eye), Astounding Science Fiction gennaio 1949, prima edizione firmata come Lewis Padgett, in seguito accreditato come collaborazione. Tradotto in Le grandi storie della fantascienza 11 – 1949 (Isaac Asimov Presents The Great Science Fiction Stories 11 – 1949, 1983), a cura di Isaac Asimov e Martin H. Greenberg, SIAD Edizioni, 1985.
- Una supposizione insensata (A Wild Surmise), in Star Science Fiction Stories 1, a cura di Frederik Pohl, Ballantine Books, 1953, firmato come collaborazione. Tradotto in La forza del sogno, a cura di Roger Caillois, Collana Fenice 5, Guanda, 1960.
- De Profundis (De Profundis, titolo originale The Visitors), Science Fiction Quarterly maggio 1953, prima edizione firmata come C. H. Liddell, in seguito accreditato al solo Henry Kuttner. Tradotto in La nuvola, Nova SF* a. II n. 4, Libra Editrice, 1968.
- Il trionfo del cacciatore (Home Is the Hunter), Galaxy Science Fiction luglio 1953, prima edizione firmata come collaborazione, accreditato al solo Henry Kuttner già nella pubblicazione quasi contemporanea entro l'antologia Ahead of Time. Tradotto in Galaxy Anno III-N. 5, Casa Editrice La Tribuna, 1960.
- La polizia dello Spazio (Or Else), Amazing Stories agosto & settembre 1953, prima edizione firmata come collaborazione, accreditato al solo Henry Kuttner già nella pubblicazione quasi contemporanea entro l'antologia Ahead of Time. Tradotto in Destinazione Universo, I Gabbiani 1, Vallecchi Editore, 1957.
- La furia (Two-Handed Engine), The Magazine of Fantasy and Science Fiction agosto 1955, firmato come collaborazione. Tradotto in Il sorriso metallico, Fantapocket 8, Longanesi & C., 1976.
- Home There's No Returning, in No Boundaries, Ballantine Books, 1955, prima edizione firmata come collaborazione, accreditato alla sola C. L. Moore nell'antologia Asleep in Armageddon, a cura di Michael Sissons, Panther, 1962.Edizioni in antologia

### Raccolte di racconti

#### Raccolte curate da Kuttner e Moore
- Tre volumi di collaborazioni firmati come Lewis Padgett:

1. A Gnome There Was and Other Tales of Science Fiction and Fantasy, Simon & Schuster, 1950. Comprende nove racconti autoconclusivi e due episodi (il primo e il terzo) del ciclo degli Hogben.
2. Scacchiera sterminata (Tomorrow and Tomorrow and the Fairy Chessmen), Gnome Press, 1951. Trad. Stanis Marvel, I Romanzi del Cosmo 8, Ponzoni Editore, gennaio 1958. Volume doppio contenente i romanzi La scacchiera sterminata e Il tumore della Terra.
3. Line to Tomorrow, Bantam Books, 1954. Comprende sette racconti autoconclusivi, di cui quattro già apparsi in A Gnome There Was.

- Due volumi di collaborazioni firmati con i nomi anagrafici, editi da Ballantine Books:

1. Il twonky, il tempo e la follia (Ahead of Time), 1953. Traduzione e curatela di Sandro Sandrelli, Science Fiction Book Club 41, Casa Editrice La Tribuna, 1971. Edizione originale accreditata al solo Henry Kuttner, comprende una postfazione autobiografica, quattro racconti del solo Kuttner (fra cui il secondo episodio del ciclo degli Hogben) e sei collaborazioni con Moore; la traduzione italiana comprende in realtà sei racconti sui dieci di Ahead of Time (cinque collaborazioni e un testo di Kuttner) e tre collaborazioni estrapolate da altre raccolte, e accredita l'opera ad ambo i coniugi.[15]
2. No Boundaries (1955), accreditato ad entrambi i coniugi. Comprende una postfazione biografica anonima, quattro racconti autoconclusivi e il primo episodio del ciclo degli Hogben, già apparso in A Gnome There Was.

#### Raccolte successive alla morte di Kuttner
- Due volumi a nome di Kuttner editi sempre da Ballantine Books, il secondo curato da C. L. Moore stessa:

1. Bypass to Otherness (1961). Comprende otto collaborazioni non accreditate con Moore, fra cui il primo episodio del ciclo dei Mutanti e il quarto della saga degli Hogben.
2. Return to Otherness (1962). Comprende i primi due episodi del ciclo di Gallegher e sei collaborazioni non accreditate con Moore, fra cui il terzo episodio del ciclo degli Hogben già apparso in A Gnome There Was.

- Due volumi a nome di Kuttner editi da Mayflower per il mercato britannico, per lo più assemblano materiali già apparsi nei precedenti volumi statunitensi:

1. The Best of Kuttner 1 (1965). Comprende quattro racconti del solo Kuttner, fra cui il primo episodio del ciclo di Gallegher, e undici collaborazioni non accreditate con Moore, fra cui il primo episodio del ciclo dei Mutanti e il terzo e quarto della saga degli Hogben.
2. The Best of Kuttner 2 (1966). Comprende tre racconti del solo Kuttner e undici collaborazioni non accreditate con Moore, fra cui il romanzo breve Scontro nella notte afferente al ciclo delle Fortezze e il primo episodio del ciclo degli Hogben.

- Due volumi editi da Doubleday entro la collana Science Fiction Book Club, ripubblicati in volume unico da Diversion Books nel 2015:

1. The Best of Henry Kuttner (1975): comprende un'introduzione di Ray Bradbury, sei racconti del solo Kuttner (fra cui il primo episodio del ciclo di Gallegher) e undici collaborazioni con Moore (fra cui il primo e quarto episodio del ciclo degli Hogben); eccettuato il racconto "L'aureola fuorviata" ("The Misguided Halo"), tutti i testi erano già apparsi in antologie precedenti.
2. La stagione della vendemmia (The Best of C.L. Moore, 1975). Trad. Delio Zinoni e Giuseppe Lippi, Classici Urania 171, Arnoldo Mondadori Editore, giugno 1991. Comprende un'introduzione di Lester Del Rey e una postfazione autografa di Moore, due racconti di Northwest Smith, uno di Jirel di Joiry, sei racconti autoconclusivi composti dalla sola Moore e una collaborazione non accreditata con Kuttner già apparsa in No Boundaries.

- Due volumi a cura di Peter Pinto editi da Hamlyn Paperbacks per il mercato britannico:

1. Clash by Night and Other Stories (1980). Comprende il romanzo breve eponimo Scontro nella notte (afferente al ciclo delle Fortezze) e quattro racconti.
2. Chessboard Planet and Other Stories (1985). Comprende il romanzo breve eponimo La scacchiera sterminata e tre racconti.

#### Raccolte postume ad ambo i coniugi
- The Startling Worlds of Henry Kuttner, Questar, 1987. Volume omnibus contenente i romanzi The Portal in the Picture, La valle della fiamma e Il mondo oscuro.
- Kuttner Times Three, Virgil Utter, 1988. Raccoglie tre racconti giovanili realistici mai antologizzati in precedenza, fra cui l'"episodio prototipo" del ciclo degli Hogben.
- Secret of the Earth Star and Others, Starmon House, 1991. Raccoglie il romanzo breve Secret of the Earth Star e sette racconti autoconclusivi.
- Furia - Il twonky, il tempo e la follia - Operazione Apocalisse, I Massimi della Fantascienza 27, Arnoldo Mondadori Editore, 1991. Omnibus creato per il mercato italiano comprendente la dilogia delle Fortezze, il romanzo fix-up dei Mutanti, e la raccolta di racconti Il twonky, il tempo e la follia.
- The Book of Iod, a cura di Robert M. Price, Cthulhu Cycle 7, Chaosium, 1995. Raccoglie tutti gli undici racconti legati al Ciclo di Cthulhu corredati da paratesti di Robert M. Price, e include in appendice un racconto di Lin Carter che si riconnette alla produzione di Kuttner.
- Due volumi monografici editi da Centipede Press:

1. Two-Handed Engine: The Selected Short Fiction of Henry Kuttner & C.L. Moore, 2005. Raccoglie trentasei collaborazioni miscellanee.
2. Henry Kuttner, Masters of the Weird Tale, 2011. Raccoglie ventinove racconti dell'orrore, fra cui tre testi del Ciclo di Cthulhu, uno del principe Raynor, una collaborazione con Bloch e una con Moore, con prefazione di Stefan Dziemianowicz e Robert Morrish.

- Quattro volumi monografici editi da Haffner Press:

1. Detour to Otherness (2010). Raccoglie ventiquattro collaborazioni fra Kuttner e Moore composte fra 1940 e 1958, con una prefazione di Robert Silverberg e una postfazione di Fredrik Pohl.
2. Terror in the House: The Early Kuttner, Volume One (2010). Comprende quaranta racconti dell'orrore composti fra 1936 e 1939 (inclusi nove del Ciclo di Cthulhu), con prefazioni di Richard Matheson e Gary G. Roberts.
3. Thunder in the Void (2011). Comprende il romanzo breve Crypt-City of the Deathless One e quattordici racconti di fantascienza composti fra 1937 e 1950 (fra cui una collaborazione con Moore e un inedito), con prefazione di Mike Resnick.
4. The Watcher at the Door: The Early Henry Kuttner, Volume Two (2016). Comprende trenta racconti di vario genere composti fra 1937 e 1940 (fra cui una collaborazione con Moore), con prefazioni di Robert Madle e Gary G. Roberts.

## Adattamenti audiovisivi
Le seguenti opere di Kuttner (da solo o in collaborazione con Moore) sono state adattate in film o telefilm:
- I ratti del cimitero (The Graveyard Rats, 1936) in un segmento del film antologico per la televisione Trilogy of Terror II (1996).
- Il Twonky (The Twonky, 1942) nel film The Twonky (1953).
- Tutti smolai eran i Borogovi (Mimsy Were the Borogoves, 1943) nel film per la televisione Tout spliques étaient les Borogoves (1970) e nel film Mimzy - Il segreto dell'universo (The Last Mimzy, 2007).
- Ciò che ti serve (What You Need, 1945) negli episodi omonimi delle serie televisive Tales of Tomorrow (1952) e Ai confini della realtà (The Twilight Zone, 1959).
- Tempo di vendemmia (Vintage season, 1946) nel film Timescape (1992).
- The Dark Angel (1946) nell'episodio omonimo della serie televisiva Tales of Tomorrow (1951).

## Pseudonimi
- Edward J. Bellin
- Paul Edmonds
- Noel Gardner
- Will Garth
- James Hall
- Keith Hammond
- Hudson Hastings
- Peter Horn
- Kelvin Kent
- Robert O. Kenyon
- C. H. Liddell
- Hugh Maepenn
- Scott Morgan
- Lawrence O'Donnell
- Lewis Padgett
- Woodrow Wilson Smith
- Charles Stoddard

## Riconoscimenti e premi
Si elencano solo le vittorie e non anche le candidature.
- 1943 Premio Hugo per il miglior racconto a "Il Twonky" ("The Twonky") condiviso con C. L. Moore. Retro Hugo assegnato nel 2018.
- 2004 Premio Riscoperta Cordwainer Smith condiviso con C. L. Moore.